# Cecotec
Cecotec és una empresa valenciana fabricant d'electrodomèstics i patinets elèctrics.

## Història
L'empresa Cecotec Innovaciones SL va ser fundada pels germans César i José Orts en 1995 a València i inicialment venia parament per a cuinar. Des de 2013 Cecotec també es dedica a la venda d'electrodomèstics per a la cuina. Pocs anys després també va començar a vendre robots aspiradors i patinets elèctrics.
Al novembre de 2022 Cecotec va arribar a un acord per a comprar el 50% de Evvo Home Europe, una marca espanyola d'electrodomèstics que embeni exclusivament en línia.
Avui dia, la marca Cecotec és present en més de 50 països.

## Activitat

### Productes
En el present, les principals categories de productes produïts per Cecotec inclouen:
- Aspiradores robòtiques (Conga)
- Aspiradores verticals (Conga RockStar)
- Robots de cuina (Mambo)
- Electrodomèstics de cuina (batedores, liquadores, cafeteres, multiolles, fregidores, torradores, etc.)
- Sistemes de planxat i generadors de vapor
- Patinets elèctrics (Bongo)

### Beneficis i plantilla
Des de 2015, el volum de negoci de l'empresa està en constant creixement. Així, en aquest any l'empresa va realitzar vendes per import de 9,5 milions d'euros, en 2016 9,6 milions d'euros, en 2017 40,9 milions d'euros, en 2018 106 milions d'euros, i en 2019 216,8 milions d'euros. A data de 2019, l'empresa tenia 595 treballadors.

### Cooperació
Al desembre de 2019, Banca March va registrar un programa de renda fixa a curt termini per a Cecotec per un import màxim de 50 milions d'euros.
Al novembre de 2020 es va conèixer que Cecotec havia començat a col·laborar amb la marca xinesa Huawei. La primera etapa d'aquesta col·laboració va ser la col·locació de les aplicacions de Cecotec a la botiga d'aplicacions Huawei AppGallery.

## Polèmiques
A l'abril de 2023 Cecotec va sofrir un ciberatac en el qual un sol hacker o un grup cibercriminal va aconseguir fer-se amb les dades personals dels seus usuaris, incloent-hi els DNI, números de telèfon, noms, adreces i correus eléctrónicos, però l'empresa va trigar 2 anys a comunicar-li-ho als seus clients.
Milers de consumidors de Cecotec s'han queixat que els productes que van comprar són de mala qualitat, perquè s'han reportat casos de forns i robots de cuina que van explotar, causant cremades als seus propietaris.